# Piecki (Zawiercie)
Piecki – część miasta Zawiercia położona przy drodze między Blanowicami a Skarżycami.

## Historia
W 1783 roku Piecki przynależały jako folwark do dworu Blanowice. W 1795 roku znajdowały się w powiecie lelowskim, w parafii Kromołów Miasto. Na początku XIX wieku dobra Piecki razem ze Skarżycami, Morskiem i Blanowicami posiadał Adam August von Heppen. W 1827 roku w Pieckach znajdowało się siedem domów, zamieszkanych przez 45 osób, natomiast w 1857 roku wieś zamieszkiwało 51 osób. W okresie Królestwa Polskiego były wsią; od 1867 roku należały do gminy Kromołów. Według wydanego w 1900 roku alfabetycznego spisu miejscowości guberni piotrkowskiej miejscowość liczyła w tym czasie 51 stałych mieszkańców oraz 3 tymczasowych, obejmowała 71 mórg ziemi i znajdowało się w niej 7 budynków mieszkalnych i 5 niemieszkalnych. W 1921 roku wieś miała 41 mieszkańców (20 kobiet i 21 mężczyzn) w 8 budynkach mieszkalnych. W dwudziestoleciu międzywojennym i w pierwszych latach po II wojnie światowej Piecki posiadały status wsi (od 1933 roku w gromadzie Blanowice (gmina Kromołów), następnie uzyskały status pustkowia. 1 lutego 1977 roku zostały włączone do Zawiercia wraz z całą gminą Kromołów.